# 27-es busz (Sopron)
A soproni 27-es jelzésű autóbusz a Jereván lakótelepről indulva, az Aranyhegyi lakópark érintésével, körjáratként közlekedik.

## Az Aranyhegyi lakópark autóbuszjáratai

### Korábban
2012. május 1-jétől a 27-es és 27B buszok elindításával kiváltották a 7-es és 7B jelzésű járatok egy részét, az új viszonylatok ugyanis bővített útvonalon, az Aranyhegyi lakópark érintésével járnak.
 Korábban az Aranyhegyi lakópark utasait a 15-ös és a 15A jelzésű buszok szolgálták ki, de ezek csak munkanapokon, csúcsidőben közlekedtek, azonban az új 27-es buszok hétköznap és hétvégén is egész nap ellátják a lakótelep utasforgalmát.
 2007. december 1-jétől Virágvölgy városrész is bekapcsolásra került a helyi tömegközlekedési hálózatba. Először a 23-as és 23B jelzésű buszok mentek fel a Virágvölgybe, majd 2008. április 14-től már a 7B, később, 2012. május 1-jétől pedig már a 27B jelzésű járatok is a térség utasforgalmát szolgálták. Utóbbi viszonylat az Aranyhegyi lakóparkot is érintette. Ekkor valamennyi, a térséget érintő járat csak munkanapokon közlekedett.
 2014. május 26-tól tovább javult az Aranyhegyi lakópark kiszolgálása, új megállóhely létesült a térségben Boldogasszonyi utca elnevezéssel, így a 27-es és 27B buszok jobban feltárják a lakótelepet.
 2016 júliusától módosult az Aranyhegyi lakóparkot kiszolgáló autóbuszok útvonala, miszerint az említett járatok a továbbiakban a lakópark felé haladva az Ív utca helyett a Rákosi úton át közlekednek. Ellenkező irányban továbbra is az Ív utcában járnak. Az útvonal módosítását az Ív utca egyirányúsítása tette szükségessé. Az egyirányúsítás már 2016. június 1-jén életbe lépett, de a két időpont közötti időszakban a Csengery utca felé tartó autóbuszok az Aranyhegyi ipari park érintése után a Verő József utcában visszafordultak, majd a Rákosi úton át haladva érték el a lakótelepet, ez azonban a menetidő meghosszabbodását eredményezte. Az útvonal módosításának következtében az Aranyhegyi ipari park elnevezésű megállóhely déli oldala megszűnt, a járatok mindkét irányban az északi oldalon állnak meg. Az útvonalak változtatása mellett új megállóhely is létesült a vonalon Faller Jenő utca elnevezéssel.
 2016. július 9-től a 7, 7A, 27 és 27B jelzésű autóbuszok Csengery utcai végállomása áthelyezésre került: a korábbi nyomda helyett a Király Jenő utcai kereszteződés után kijelölt megállóhelyre érkeznek és onnan indulnak. A Jereván lakótelep felé azonban továbbra is megállnak a Csengery utca, nyomda megállóban. A változtatásra azért volt szükség, hogy az említett járatok ne a nyomdánál lévő megállóhelyen várják indulási idejüket, mert ezzel akadályozzák az ott megálló többi autóbusz forgalmát.
 2022. október 22-től Sopron város önkormányzatának döntése alapján, az energiaválság következtében jelentős menetrendi változások és járatritkítások léptek érvénybe a városban. A módosítások értelmében a 7-es busz a továbbiakban csak a Jereván lakótelep felé jár naponta egyszer, de a 27-es vonalon is kevesebb busz közlekedik.

### Jelenleg
2023. december 10-től jelentősen átalakult az Aranyhegyi lakópark buszközlekedése. A korábbi közlekedési rend megszűnt, helyette új körjáratok közlekednek, amelyek már a Várkerületet is érintik, így közvetlen kapcsolat jött létre a belváros és Aranyhegy, Virágvölgy illetve a Híd utca között. A fejlesztéssel továbbá Virágvölgy városrész már hétvégén is elérhetővé válik tömegközlekedéssel.
 A 27, 27A, 27B és 27T jelzésű buszok a lakópark felé érintik a Várkerületet, visszafelé a Bécsi úton közlekednek, míg a 7, 7A, 7B és 7T jelzésű buszok pedig fordítva, odafelé a Bécsi úton, visszafelé pedig a Várkerületen haladnak. Valamennyi autóbusz az Erzsébet Kórház érintésével közlekedik, kiváltva ezzel a korábbi 20-as járatot.
 A 27A jelzésű busz csak a Boldogasszonyi utcáig közlekedik, majd onnan új számjellel (27A→7A) tér vissza a Jereván lakótelepre, tehát mindkét irányban a Várkerületen át halad. A "B" jelzéssel ellátott járatok Virágvölgyet is feltárják, a "T" jelzéssel ellátott járatok pedig a Kurucdomb és a Thököly tér érintésével közlekednek.
 A 17-es busz a Jereván lakótelepről indulva a Bécsi úton át, az Aranyhegyi lakópark érintésével, körjáratként közlekedik. Ez a járat 2024. augusztus 31-ig a Virágvölgy érintésével közlekedett.
 A 27Y jelzésű busz a Boldogasszonyi utcától indul, majd a Híd utca, Csengery utca után a 11-es busz vonalán haladva a Jereván lakótelepig jár munkanapokon reggel.
 2024. december 15-től tanítási napokon a korábbi 7E és 27E járatok helyett 15 és 15A jelzésű buszok közlekednek, amelyek Balfról indulnak.

## Útvonal
| Jereván lakótelep → Várkerület → Aranyhegyi lakópark → Jereván lakótelep |
| --- |
| Jereván lakótelep végállomás – IV. László király utca – Teleki Pál út – Lackner Kristóf utca – Várkerület – Széchenyi tér – Erzsébet utca – Csengery utca – Kőszegi út – Győri út – Kőszegi út – Semmelweis utca – Fraknói utca – Fapiac utca – Híd utca – Rákosi út – Tómalom utca – Boldogasszonyi utca – Tómalom utca – Ív utca – Tárczy-Hormoch Antal utca – Faller Jenő utca – Verő József utca – Kőrösi Csoma Sándor utca – Stornó Ferenc utca – Bécsi út – Patak utca – Ikva sor – Ferenczy János utca – Lackner Kristóf utca – Teleki Pál út – Juharfa út – Jereván lakótelep végállomás |

## Megállóhelyek
| Távolság (km) | Idő (perc) | Megállóhely neve                       | Átszállási lehetőségek | Fontosabb nevezetességek, helyek, áruházak és intézmények a közelben |
| ------------- | ---------- | -------------------------------------- | --- | --- |
| 0             | 0          | Jereván lakótelep                      | 1, 2, 3Y, 5, 5A, 5Y, 7, 7B, 7T, 10, 10B, 10Y, 11, 11B, 11Y, 12, 12B, 13, 17, 27A, 27B, 27T                                                                                      | Helyi buszvégállomás |
| 0,5           | 1          | IV. László király utca 5.              | 3Y, 5, 5A, 5B, 7, 7A, 7B, 7T, 10, 10B, 10Y, 11, 11A, 11B, 27A, 27B, 27T, 27Y | Posta Soproni Szakképzési Centrum Fáy András Két Tanítási Nyelvű Közgazdasági Technikum |
| 1,0           | 2          | Teleki Pál út 2.                       | 1, 2, 3Y, 5, 5A, 5B, 5Y, 7, 7A, 7B, 7T, 10, 10B, 10Y, 11Y, 12, 12B, 13, 13B, 17, 27A, 27B, 27T                                                                                  | McDonald’s étterem Sopron Pláza Káposztás utcai Stadion Ibolya-tó |
| 1,7           | 4          | Lackner Kristóf utca, autóbusz-állomás | 1, 2, 3, 3Y, 4, 5, 5A, 5B, 5T, 5Y, 7, 7A, 7B, 7T, 8, 10, 10B, 10Y, 11Y, 12, 12B, 13, 13B, 14, 14B, 15, 15A, 17, 21, 27A, 27B, 27T, 32, 33 Helyközi és távolsági autóbuszjáratok | Soproni autóbusz-állomás Soproni Rendőrkapitányság Káposztás utcai Stadion INTERSPAR áruház Vásárcsarnok                                                                                        |
| 2,2           | 5          | Várkerület, Mária-szobor               | 1, 2, 7, 7A, 7B, 7T, 10, 10B, 10Y, 27A, 27B, 27T | Tűztorony Városháza Mária-szobor Szentháromság-szobor Posta Szent György-templom Scarbantia Régészeti Park                                                                                      |
| 2,7           | 6          | Várkerület, Ötvös utca                 | 1, 2, 3Y, 4, 5, 5A, 5B, 5T, 7, 7A, 7B, 7T, 10, 10B, 10Y, 11, 11A, 11B, 11Y, 12, 12B, 13B, 14, 14B, 15, 15A, 22, 27A, 27B, 27T, 27Y, 32, 33                                      | Liszt Ferenc Konferencia- és Kulturális Központ Soproni Petőfi Színház Posta Soproni Szent Júdás Tádé-templom SOE Lámfalussy Sándor Közgazdaságtudományi Kar Európa leghosszabb tere – Deák tér |
| 3,1           | 8          | Erzsébet utca                          | 1, 2, 3Y, 4, 5, 5A, 5B, 5T, 7, 7A, 7B, 7T, 10, 10B, 10Y, 11, 11A, 11B, 11Y, 12, 12B, 13B, 14, 14B, 15, 15A, 22, 27A, 27B, 27T, 27Y, 32, 33                                      | Liszt Ferenc Konferencia- és Kulturális Központ Soproni Petőfi Színház Posta Soproni Szent Júdás Tádé-templom SOE Lámfalussy Sándor Közgazdaságtudományi Kar Európa leghosszabb tere – Deák tér |
| 3,7           | 10         | Csengery utca, nyomda                  | 1, 2, 3Y, 4, 5, 5A, 5T, 7, 7A, 7B, 7T, 10, 10B, 10Y, 11, 11A, 11B, 11Y, 12, 12B, 22, 27A, 27B, 27T, 27Y, 32 Helyközi és távolsági autóbuszjáratok                               | Sopron vasútállomás GYSEV Zrt. SPAR szupermarket |
| 4,3           | 11         | Kőszegi út 1.                          | 4, 5, 5A, 5T, 5Y, 7, 7A, 7B, 7T, 11, 11A, 11B, 11Y, 22, 27A, 27B, 27T, 27Y, 32 Helyközi és távolsági autóbuszjáratok                                                            | Soproni Erzsébet Oktató Kórház és Rehabilitációs Intézet Posta |
| 5,1           | 12         | Győri út, Erzsébet Kórház              | 7, 7A, 7B, 7T, 11, 11B, 27A, 27B, 27T | Soproni Erzsébet Oktató Kórház és Rehabilitációs Intézet Posta |
| 6,1           | 14         | Fraknói utca, Szent István templom     | 5B, 5Y, 7, 7A, 7B, 7T, 11A, 11Y, 13, 13B, 14, 14B, 15, 15A, 27A, 27B, 27T, 27Y, 33                                                                                              | Szent István park Soproni Szent István Plébánia |
| 6,3           | 15         | Fapiac                                 | 5B, 5Y, 7, 7A, 7B, 7T, 11A, 11Y, 13, 13B, 14, 14B, 15, 15A, 27A, 27B, 27T, 27Y, 33                                                                                              | Szent István park Soproni Szent István Plébánia |
| 6,7           | 16         | Híd utca, Balfi út                     | 5B, 5Y, 7, 7A, 7B, 7T, 13, 13B, 14, 14B, 15, 15A, 27A, 27B, 27T, 27Y, 33 | Soproni Szent Kereszt kápolna |
| 7,3           | 17         | Rákosi út, Híd utca                    | 5Y, 7, 7A, 7B, 7T, 13, 13B, 15, 27A, 27B, 27T, 27Y, 33 | Szent Mihály temető Szent Mihály-templom |
| 7,8           | 18         | Rákosi út, Ív utca                     | 7, 7A, 7B, 7T, 15, 17, 27A, 27B, 27T, 27Y | |
| 8,2           | 19         | Boldogasszonyi utca                    | 7, 7A, 7B, 7T, 15, 17, 27A, 27B, 27T, 27Y | |
| 8,6           | 20         | Rákosi út, Ív utca                     | 7, 7A, 7B, 7T, 15, 17, 27A, 27B, 27T, 27Y | |
| 9,0           | 21         | Faller Jenő utca                       | 7, 7A, 7B, 7T, 15, 17, 27B, 27T, 27Y | |
| 9,4           | 23         | Aranyhegyi Ipari Park                  | 7, 7A, 7B, 7T, 15, 17, 27B, 27T, 27Y | |
| 9,8           | 24         | Kőrösi Csoma Sándor utca (temető)      | 5Y, 7, 7B, 7T, 15, 15A, 17, 27B, 27T | Szent Mihály temető Szent Mihály-templom Izraelita temető |
| 10,6          | 26         | Bécsi út                               | 5Y, 7, 7B, 7T, 15, 15A, 17, 27B, 27T | |
| 11,3          | 28         | Lackner Kristóf utca, autóbusz-állomás | 1, 2, 3, 3Y, 4, 5, 5A, 5B, 5T, 5Y, 7, 7A, 7B, 7T, 8, 10, 10B, 10Y, 11Y, 12, 12B, 13, 13B, 14, 14B, 15, 15A, 17, 21, 27A, 27B, 27T, 32, 33 Helyközi és távolsági autóbuszjáratok | Soproni autóbusz-állomás Soproni Rendőrkapitányság Káposztás utcai Stadion INTERSPAR áruház Vásárcsarnok                                                                                        |
| 11,9          | 29         | Teleki Pál út 2.                       | 1, 2, 3Y, 5, 5A, 5B, 5Y, 7, 7A, 7B, 7T, 10, 10B, 10Y, 11Y, 12, 12B, 13, 13B, 17, 27A, 27B, 27T                                                                                  | McDonald’s étterem Sopron Pláza Káposztás utcai Stadion Ibolya-tó |
| 12,3          | 30         | Juharfa út 16.                         | 1, 2, 5Y, 7, 7B, 7T, 11Y, 12, 12B, 13, 13B, 17, 27B, 27T | |
| 12,5          | 31         | Jereván lakótelep                      | 1, 2, 3Y, 5, 5A, 5Y, 7, 7B, 7T, 10, 10B, 10Y, 11, 11B, 11Y, 12, 12B, 13, 17, 27A, 27B, 27T                                                                                      | Helyi buszvégállomás |